# Cântec de iarnă
Cântec de iarnă este o poezie de Nichita Stănescu din volumul Sensul iubirii, apărut în 1960. 

Esti atît de frumoasa, iarna!
Cîmpul întins pe spate, lînga orizont,
si copacii opriti, din fuga crivatului…
Îmi tremura narile
si nici o mireasma,
si nici o boare,
doar mirosul îndepartat, de gheata,
al sorilor.
Ce limpezi sînt mîinile tale, iarna!
Si nu trece nimeni
doar sorii albi se rotesc linistit, idolatru
si gîndul creste-n cercuri
sonorizînd copacii
cîte doi,
cîte patru.
Winter song

You are so beautiful in winter!
The field stretched on its back, near the horizon,
and the trees stopped running from the winter wind ...
My nostrils tremble
and no scent
and no breeze
only the distant, icy smell
of the suns.
How transparent your hands are in winter!
And no one passes -
only the white suns revolve in quiet worship.
and the thought spreads in circles
ringing the trees
in twos
in fours.

Vezi Sensul iubirii
Format:Nichita SI